# 카르티에드스펙타클

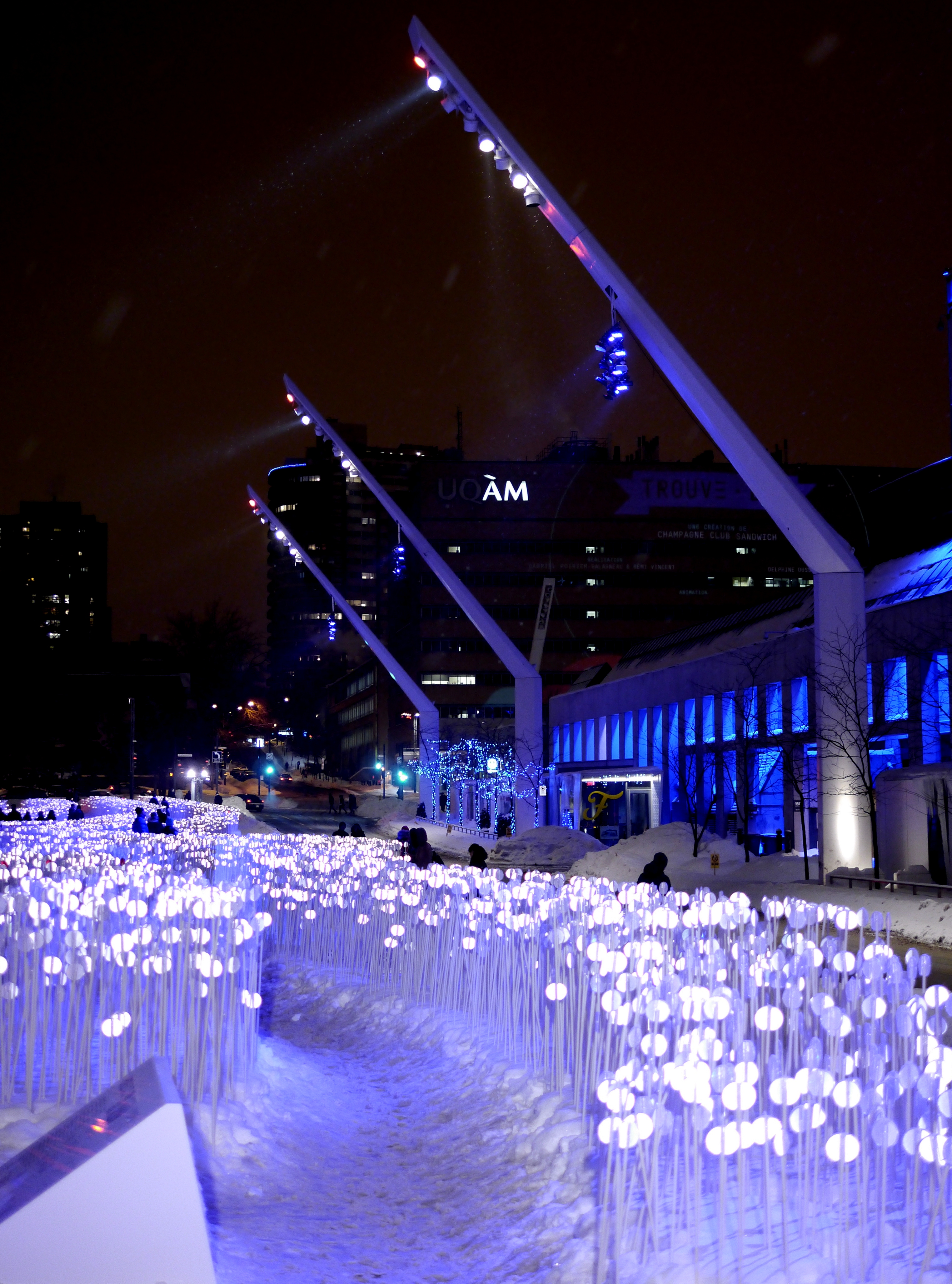
카르티에드스펙타클

카르티에드스펙타클(Quartier des spectacles)은 캐나다 몬트리올의 문화 예술 지역이다.